# Nový Oldřichov
Nový Oldřichov (do roku 1950 Oldřichov u České Lípy, německy Ullrichsthal) je obec v okrese Česká Lípa Libereckého kraje, tři kilometry jihozápadně od Kamenického Šenova. Včetně části Mistrovice v obci žije 792 obyvatel.
Obec má pouze silniční spojení s okolím, neboť zdejší lokálka byla v září 1979 zrušena; místní obyvatelé jsou tedy odkázáni pouze na autobusové spoje (trasa Česká Lípa - Kamenický Šenov - Česká Kamenice) či vlastní dopravu.

## Historie
První písemná zmínka o Mistrovicích (místní část) pochází z roku 1412, kdy je ves uvedena jako majetek hradu Ostrého, roku 1543 však náleží k nedalekým Markvarticím, v roce 1580 byla pro změnu připojena k panství Benešov. Za pánů z Wiessbachu zde byl postaven renesanční zámek, jenž od roku 1764 sloužil jako statek Kinských. Na místě zrušeného statku vznikla roku 1794 nová ves, po svém zakladateli pojmenovaná Oldřichov. Ze slavných rodáků zmiňme F. A. Pelikána (1786–1858), rytce skla, který vystavoval i na 1. průmyslové výstavě v Praze roku 1831. Dalším rodákem je rovněž rytec skla August Böhm (1812–1890).

## Přírodní poměry
Obec o rozloze 377 ha se prostírá v nadmořské výšce 370–550 metrů na rozhraníČeského středohoří a Lužických hor, jež jsou zároveň stejnojmennými chráněnými krajinnými oblastmi. Je ve vysoko položeném údolí, kudy protéká potok Bystrá.

## Obyvatelstvo
Při sčítání lidu v roce 1921 ve vsi žilo 848 obyvatel (z toho 416 mužů), z nichž bylo 131 Čechoslováků, 696 Němců a 21 cizinců. Většina (782 osob) se hlásila k římskokatolické církvi, třináct bylo evangelíků, jeden žid a 47 osob patřilo k nezjišťovaným církvím. Pět lidí bylo bez vyznání. Podle sčítání lidu z roku 1930 měla vesnice 867 obyvatel: 140 Čechoslováků, 718 Němců, jednoho příslušníka jiné národnosti a osm cizinců. Počet lidí bez vyznání vzrostl na 195, 603 lidí patřilo k římskokatolické církvi, dva k církvím evangelickým, jeden k církve československé a 65 ke církvi starokatolické.

## Obecní správa

### Místní části
- Mistrovice
- Nový Oldřichov

### Symboly
Návrh znaku i vlajky zpracoval Stanislav Kasík. V únoru 1999 návrhy projednalo Obecní zastupitelstvo, v květnu 1999 jej posoudil Podvýbor pro heraldiku a vexilologii PS PČR a 12. července 1999 jej obci předseda Poslanecké sněmovny udělil.

## Sport
Fotbalový tým mužů zakončil sezonu 2010/2011 v II. třídě okresu Česká Lípa na 9. místě čtrnáctičlenné tabulky. O rok později si o tři místa pohoršili, avšak nesestupují.

## Pamětihodnosti
- Pozůstatky někdejší železniční stanice
- Ve vsi se nachází hasičské muzeum, založené místními hasiči roku 1989,[5] jehož nejstarší exponát je dřevěná stříkačka z roku 1764.[11] V roce 2005 zde nashromáždili 400 exponátů, při zahájení sezony 2015 udávali 600 exponátů.[12]